# Vavřinec Josef Dušek
Vavřinec Josef Dušek (5. listopadu 1858 Praha – 17. března 1911 Královské Vinohrady) byl český středoškolský profesor, historik, dialektolog, etnograf a překladatel.

## Životopis
Absolvoval studium dějepisu, zeměpisu a češtiny na FF v Praze roku 1879. V letech 1885-1889 pořádal městský archiv Loun. Od roku 1893 do 1909 působil jako středoškolský učitel (1893-1895 na reálce v Karlíně, 1895-1896 gymnasiích v Truhlářské ulici v Praze, 1895-1896 Příbrami a 1896-1909 Královských Vinohradech).
Psal odborné studie o českých a ruských dějinách, studoval česká nářečí a lidové písně, překládal z ruštiny. Byl rovněž veřejně činný jako první jednatel Národopisné výstavy 1895 a angažoval se v podpůrných spolcích.